# Pontoise-lès-Noyon

Pontoise-lès-Noyon este o comună în departamentul Oise, Franța. În 1 ianuarie 2022 avea o populație de 438 de locuitori.